# Notyst Wielki
Notyst Wielki [ˈnɔtɨst ˈvjɛlki] (deutsch Groß Notisten) ist ein Ort in der polnischen Woiwodschaft Ermland-Masuren, der zur Gmina Mrągowo (Landgemeinde Sensburg) im Powiat Mrągowski (Kreis Sensburg) gehört.

## Geographische Lage
Die Siedlung (polnisch osada) liegt auf der Ostseite des Groß Notister Sees (polnisch Jezioro Mierzejewskie) in der östlichen Mitte der Woiwodschaft Ermland-Masuren, 25 Kilometer südwestlich der einstigen Kreisstadt Lötzen (polnisch Giżycko) und 13 Kilometer nordöstlich der heutigen Kreismetropole Mrągowo (Sensburg).

## Geschichte
Das kleine Dorf Groß Notisten wurde im Jahre 1488 gegründet.
Von 1874 bis 1945 war der Ort in den Amtsbezirk Groß Jauer (polnisch Jora Wielka) eingegliedert, der zum Kreis Lötzen im Regierungsbezirk Gumbinnen (1905 bis 1945: Regierungsbezirk Allenstein) in der preußischen Provinz Ostpreußen gehörte. 
Mit dem zugehörigen Wohnplatz Nieder Notisten war Groß Notisten bis 1945 dem Standesamt in Groß Jauer (Jora Wielka) zugeordnet. 162 Einwohner waren im Jahre 1910 in Groß Notisten registriert. Ihre Zahl verringerte sich bis 1933 auf 108 und belief sich 1939 noch auf 101.
Aufgrund der Bestimmungen des Versailler Vertrags stimmte die Bevölkerung im Abstimmungsgebiet Allenstein, zu dem Groß Notisten gehörte, am 11. Juli 1920 über die weitere staatliche Zugehörigkeit zu Ostpreußen (und damit zu Deutschland) oder den Anschluss an Polen ab. In Groß Notisten stimmten 80 Einwohner für den Verbleib bei Ostpreußen, auf Polen entfielen keine Stimmen.
Im Jahre 1945 kam das Dorf in Kriegsfolge mit dem gesamten südlichen Ostpreußen zu Polen und erhielt die polnische Ortsbezeichnung „Notyst Wielki“. Heute ist der Ort in das Schulzenamt (polnisch sołectwo) Notyst Mały (Klein Notisten) einbezogen und gehört damit als Ortschaft zum Verbund der Gmina Mrągowo (Landgemeinde Sensburg), jetzt vom Kreis Lötzen in den Powiat Mrągowski (Kreis Sensburg) „gewechselt“, vor 1998 der Woiwodschaft Olsztyn, seither der Woiwodschaft Ermland-Masuren zugehörig.

## Religion
Vor 1945 war Notyst Wielki in die Evangelische Pfarrkirche Rhein in der Kirchenprovinz Ostpreußen der Kirche der Altpreußischen Union und in die katholische Pfarrkirche St. Adalbert in Sensburg (polnisch Mrągowo) im Bistum Ermland eingepfarrt.
Heute gehört Notyst Wielki zur evangelischen Kirchengemeinde in Użranki (Königshöhe), einer Filialgemeinde der St.-Trinitatis-Pfarrkirche in Mrągowo in der Diözese Masuren der Evangelisch-Augsburgischen Kirche in Polen sowie zur katholischen Pfarrkirche in Użranki (Königshöhe) im Bistum Ełk der Römisch-katholischen Kirche in Polen.

## Verkehr
Notyst Wielki liegt östlich der polnischen Landesstraße DK 59 (einstige deutsche Reichsstraße 140) und ist über eine Stichstraße zwischen Ryn (Rhein) und Sądry (Zondern) von dort aus zu erreichen. 